# UZGA TVRS-44
UZGA TVRS-44 Ladoga je regionální dopravní letoun vyvíjený ruskou společností Uralský závod civilního letectví (UZGA) v Jekatěrinburgu. Jeho název je odvozen od plánované přepravní kapacity 44 osob.

## Vývoj
Ruská společnost UMGK (Uralská hornicko-metalurgická společnost) se roku 2013 stala vlastníkem českého leteckého výrobce Aircraft Industries a.s. UMGK je zároveň spoluvlastníkem ruského leteckého výrobce UZGA (Uralský Závod Civilního Letectví), který začal montovat letouny L-410UVP-E20. V prosinci 2018 UZGA začal pracovat na rusifikovaném derivátu neúspěšného letounu Let L-610G, přičemž oficiální kontrakt společnost získala v prosinci 2020. Stroj označený TVRS-44 má mít přepravní kapacitu 44 osob, takže by představoval mezistupeň mezi L-410UVP-E20 s přepravní kapacitou 19 osob a připravovaným těžším letounem Il-114-300 s přepravní kapacitou 64 osob. Nový letoun se však v mnoha ohledech liší. Mimo jiné použitými motory a dalšími komponenty převzatými z ruských letounů. V březnu 2022 bylo letounu přiděleno jméno Ladoga.
Na výrobě prototypů se podílí společnosti Aviakor ze Samary a Smolenský letecký závod (SmAZ). Konečnou montáž zajišťuje UZGA. Zahájení letových zkoušek je plánováno na rok 2024. Ruská vláda s typem počítá pro obnovu zastaralého leteckého parku ruských aerolinií (společně s menším UZGA LMS-901 Bajkal). Dle odhadů by výrobce mohl do roku 2030 vyrobit až 140 letounů TVRS-44. U ruských dopravců má nahradit zejména zastaralé letouny Antonov An-24 a Jakovlev Jak-40. Dle ruských médií je však letoun pro ruské aerolinie příliš drahý. Plánován byl i případný prodej letounu zahraničním uživatelům, což však zásadně zkomplikovaly sankce uvalené na Rusko po jeho invazi na Ukrajinu.

## Konstrukce
Letoun je dvoumotorový hornoplošník s příďovým podvozkem. Má dvoučlennou posádku. Pohánějí jej dva turbovrtulové motory TV7-117ST-01 o výkonu 2600 hp.

## Specifikace
Údaje dle

### Technické údaje
- Posádka: 2
- Kapacita: 44 cestujících, 36 cestujících + 2600 kg nákladu, 20 cestujících + 3700 kg nákladu, nebo 6000 kg nákladu
- Délka: 22,83 m
- Rozpětí: 26 m
- Výška: 8,39 m
- Maximální vzletová hmotnost: 17 000 kg
- Maximální hmotnost pro přistání: 10 500 kg
- Pohonná jednotka: 2× turbovrtulový motor TV7-117ST-01

### Výkony
- Maximální rychlost: 530 km/h
- Praktický dostup: 9200 m
- Maximální dolet: 4500 km